# Liste der Monuments historiques in Morey-Saint-Denis
Die Liste der Monuments historiques in Morey-Saint-Denis führt die Monuments historiques in der französischen Gemeinde Morey-Saint-Denis auf.

## Liste der Objekte
| Bezeichnung                                   | Beschreibung               | Standort                                   | Kennzeichnung | Schutzstatus | Datum | Bild |
| --------------------------------------------- | -------------------------- | ------------------------------------------ | ------------- | ------------ | ----- | ---- |
| Skulptur Heiliger Rochus                      | Kalkstein, 17. Jahrhundert | in der Kirche Nativité-de-la-Vierge (Lage) | PM21001587    | Classé       | 1913  |      |
| Chorgestühl und Wandvertäfelung des Chorraums | Holz, 18. Jahrhundert      | in der Kirche Nativité-de-la-Vierge (Lage) | PM21001588    | Classé       | 1976  |      |
| Skulptur Madonna mit Kind                     | Kalkstein, 17. Jahrhundert | in der Kirche Nativité-de-la-Vierge (Lage) | PM21001586    | Classé       | 1913  |      |